# Окопи (заповідне урочище)
Окопи — заповідне урочище місцевого значення. Об'єкт розташований на території Надвінянського району Івано-Франківської області, Бистрицьке лісництво, квартал 12, виділ 2.
Площа — 14,0000 га, статус отриманий у 1988 році.